# Copris matthewsi
Copris matthewsi är en skalbaggsart som beskrevs av Juan A. Delgado och Kohlmann 2001. Copris matthewsi ingår i släktet Copris och familjen bladhorningar. Utöver nominatformen finns också underarten C. m. pacificus.